# Карточный роуглайк
Карточный роуглайк (англ. roguelike deck-building game) — гибридный жанр компьютерных игр, совмещающий игровой процесс карточных игр и процедурную генерацию роуглайков.

## Игровой процесс
Колоды в большинстве карточных роуглайков составлены разработчиками заранее. Игровой процесс сводится к использованию карт из этой колоды, обычно в ходе пошаговых сражений. По мере прохождения игры в колоду могут добавляться новые карты; как правило, игроку в качестве награды предлагается выбор из нескольких случайных карт, зачастую их также можно покупать во внутриигровых магазинах. Некоторые игры также могут предоставлять возможность убирать или улучшать карты из колоды. Поскольку игрок не знает заранее, какие карты он сможет получить, он должен выстраивать свою колоду «на лету», собирая различные синергии и комбинации, но избавляясь от тех карт, которые плохо сочетаются с получающейся колодой или другими геймплейными элементами. Так, в Slay the Spire игрок за победу над сильными противниками получает реликвии с постоянным эффектом, и при развитии колоды он должен подстраиваться под них. Некоторые игры могут не использовать термин «карта», но в остальном соответствовать жанру карточных роуглайков: так, Dicey Dungeons выстраивает игровой процесс вокруг игральных костей.
Большинство игр жанра пошаговые. Во время своего хода игрок набирает карты из колоды, после чего разыгрывает некоторые из них. Обычно для использования карт необходимо потратить соответствующий ограниченный ресурс, например, ману, что не позволяет разыгрывать все карты каждый ход. У карт могут быть различные свойства, от простого урона, защиты или исцеления, до сложных эффектов, длящихся несколько ходов — как в традиционных карточных играх. Ход противников, как правило, разыгрывается по более простым правилам: каждый враг выбирает определённое действие, например, атаку, защиту, усиление союзников или ослабление игрока. Многие игры жанра используют перманентную смерть, механику роуглайк-жанра: если здоровье протагониста опустится до нуля, игрок будет вынужден начать игру с начала, вернувшись к базовой колоде. Зачастую присутствуют элементы метаигры — после каждой партии игроку открываются новые виды карт, или даётся небольшой бонус для дальнейших партий. Тем не менее, пошаговость не является определяющей чертой жанра: так, Hand of Fate использует механику карточных игр для генерации подземелий, снаряжения, врагов и наград, но боевая система осуществляется в реальном времени.
Во многих представителях жанра игрок может выбирать, по какому пути идти, причём чем опаснее будет выбранный путь, тем больше наград игрок получит. В конце прохождения зачастую происходит схватка с боссом.

## История
На создание первых игр, содержащих отдельные элементы карточных роуглайков, оказал большое влияние Ричард Гарфилд, автор Magic: The Gathering (MtG). Так, в Magic: The Gathering (1997) игрок путешествовал по игровому миру, обыгрывая соперников в MtG и получая за это дополнительные карты для колоды. В 2008 году появилась первая физическая игра, игровой процесс которой сконцентрирован вокруг построения колоды — Dominion. Разработчики Dominion вдохновлялись Magic: The Gathering, а Dominion в свою очередь послужил источником вдохновения при создании нескольких аналогичных настольных игр, некоторые из которых были в дальнейшем перенесены в цифровой формат.
Одним из первых карточных роуглайков является Dream Quest, мобильная игра, разработанная Питером Уоленом и выпущенная в 2014 году. Игра стала заметна в игровом сообществе: на неё обратил внимание Ричард Гарфилд, а сам Питер Уолен благодаря ей устроился в Blizzard и участвовал в разработке Hearthstone. Режим «Арена» в Hearthstone также поспособствовал становлению карточных роуглайков. После Dream Quest вышло несколько других игр жанра, таких как Hand of Fate, однако большой популярности жанр достиг к 2018 году благодаря Slay the Spire.
К апрелю 2024 года более 850 игр в Steam имели тэг «Карточный рогалик» (англ. roguelike deck-builder), что сигнализирует о существенном росте популярности жанра. Среди особенностей жанра, способствовавших такому росту, редакторы Ars Technica выделяют относительную простоту разработки, большой простор для геймплейных и нарративных экспериментов, лёгкую рекламу, обеспечиваемую интернет-стримерами, и низкий порог входа для игроков.